# Vojarna Istočni logor u Mostaru
Vojarna Istočni logor (nje. Ostlager) bila je austro-ugarska vojarna u Mostaru. Nalazila se istočno od Neretve, na Konaku.
Podignuta je nakon austro-ugarskog zaposjedanja BiH. Mostar je bio pozadinsko uporište i imao je 19 utvrđenih objekata, najviše u BiH. Bio je pojasna utvrda, jedna od četiriju koje je sagradila Austro-Ugarska u BiH. Unutarnju obrambenu jezgru činile su četiri vojarne nazvane po stranama svijeta.